# Christian Pölzl
Christian Pölzl (* 22. Dezember 1962 in Graz; † 2. August 2017 ebenda) war ein österreichischer Theaterregisseur, Schauspieler und Musiker.

## Leben
Der gebürtige Grazer Christian Pölzl zeigte schoh früh seine Begabung und trat bereits als Teenager im Schauspielhaus Graz auf.
In den 1980er Jahren inszenierte Pölzl in der Grazer Off-Szene und im Theater im Keller, Graz und sammelte seine ersten Erfahrungen auch im Bereich Performance und elektronischer Live-Musik.
1985 entwickelte Pölzl gemeinsam mit Ernst M. Binder das Kabarettprogramm Stanitschek und trat damit im Theatercafe Graz und anderen Spielorten auf.
Fast zehn Monate lang arbeitete das Duo an einem Theateranimationsprojekt mit Patienten am LSKH Graz, dessen Resultate als szenische Collage am 23. Mai 1986 unter dem Titel Heimat bist Du großer Söhne Premiere hatte.
Von 1987 bis 1994 leitete Pölzl gemeinsam mit Binder das Theater Referat des Forum Stadtpark Graz und zeichnete für eine Vielzahl von Inszenierungen verantwortlich, trat aber auch gelegentlich als Schauspieler auf, so zum Beispiel gleich bei der ersten Produktion des neu gegründeten Theaters: Magic Afternoon von Wolfgang Bauer.
Ab den späten 1990er Jahren trat Pölzl als Veranstalter, Barbeteiber, Kleingalerist, Leiter des Grazer Kulturvereins Subkutan und ab 2010 auch als Blogger in Erscheinung.
Pölzl war tierschutzqualifizierter Hundetrainer und aktiv am Aufbau der Sektion Therapiehunde des steirischen Hundesportklubs beteiligt.

### Bühneninszenierungen (Auswahl)
- 1983 Rozznjogd von Peter Turrini im TiK Graz, Premiere 23. November 1983[9]
- 1987 Magic Afternoon von Wolfgang Bauer.[5]
- 1988 UA Die Osiris Legende von Peter Glaser gemeinsam mit Ernst M. Binder, Musik: Lukas Goldschmidt Co-Produktion mit  Steirischer Herbst '88
- 1990 UA Ariadne kaputt von Rudi Widerhofer, Forum Stadtpark, Graz
- 1993 Gespenster von Wolfgang Bauer mit Ernst M. Binder, eine Co-Produktion mit dem theater 89, Berlin
- 1994 Totenfloß von Harald Mueller im Forum Stadtpark[10]
- 1995 Lederfresse von Helmut Krausser, Österreichische Erstaufführung, Forum Stadtpark, Graz
- 1995 Fieberkopf von Wolfgang Bauer im Theater Gruppe 80[11]

### Hörspielregie
- 1988 Publikumsbeschimpfung von Peter Handke; ORF Steiermark, Erstsendung: 14. Mai 1988[12]
- 1989 Han und Amin von Jürg Laederach; ORF, Erstsendung: 26. April 1990[12]
- 1994 Lieber schizophren als ganz allein von Josef Rieser; ORF Steiermark, Erstsendung: 13. November 1994[12]

### Musikprojekte (Auswahl)
- 1986 Kolonne 13 mit Lukas Goldschmidt[13]
- 1991 KLANG IM INTERMEDIUM, Körper und Klang: Rituality mit Werner Jauk; Uraufführung im Rahmen des Steirischen Herbstes '91 im ORF Funkhaus Graz[14]
- 2007 Lichtenegger [live][15]